# Herrnschwende
Herrnschwende är en ortsteil i kommunen Kindelbrück i Landkreis Sömmerda i förbundslandet Thüringen i Tyskland. Herrnschwende var en kommun fram till den 1 januari 2019 när den uppgick i Kindelbrück. Kommunen Herrnschwende hade 273 invånare 2018.